# 桑托多明戈德西洛斯
桑托多明戈德西洛斯，是西班牙卡斯蒂利亚-莱昂布尔戈斯省的一个市镇。总面积79平方公里，总人口295人（2001年），人口密度4人/平方公里。